# Criciúma Esporte Clube
O Criciúma Esporte Clube, campeão da Copa do Brasil, em 1991, é um clube brasileiro de futebol sediado na cidade de Criciúma, no Estado de Santa Catarina. Foi fundado em 13 de maio de 1947, com o nome de Comerciário Esporte Clube. Atualmente, disputa a Série B do Campeonato Brasileiro.
O Criciúma foi o primeiro e único clube de Santa Catarina a conquistar o título de campeão da Copa do Brasil, em 1991, de forma invicta. O Tigre também tem em seu currículo um Campeonato Brasileiro da Série B conquistado em 2002 e um título do
Campeonato Brasileiro da Série C, conquistado em 2006. No campeonato estadual, o Criciúma comemorou o título de campeão por 12 vezes, sendo o 3º maior vencedor do Catarinão e o time que mais terminou com o vice-campeonato — 10 vezes.
Foi o primeiro clube catarinense a participar de uma Copa Libertadores da América, alcançando a fase de quartas-de-final, a mais longínqua de um clube de Santa Catarina nesta competição.
O Criciúma é o segundo clube catarinense com mais participações no Campeonato Brasileiro da Série A, tendo atuado em 15 temporadas, e o clube que mais participou da Copa do Brasil, com 25 participações.
No Ranking da CBF, o Tigre liderou como melhor catarinense em todas as oportunidades até 2012, quando a CBF implementou um novo critério de pontuação, deixando de lado o histórico do clube e levando em conta apenas os últimos 5 anos. Em 2025, figura como melhor catarinense, na 26ª colocação nacional.
Seu maior rival é o Joinville, com quem protagoniza o Clássico Norte-Sul, uma rivalidade regional que se acirrou a partir da década de 1970 e que carrega para campo o maior número de títulos nacionais em um confronto entre dois clubes catarinenses.
Suas cores oficiais, presentes no escudo e bandeira do clube, são o amarelo, preto e branco. Manda suas partidas no Estádio Heriberto Hülse, próprio, que possui capacidade para 19.300 espectadores.

## História

### Fundação
O CEC Comerciário Esporte Clube foi fundado em 13 de maio de 1947, na Praça Nereu Ramos, por um grupo de rapazes, na maioria com 18 anos, moradores do centro da cidade de Criciúma. Esta foi a primeira vez que o centro possuía um time de futebol .
No dia 15 de maio, do mesmo ano, aconteceu a primeira partida do recém fundado clube. O adversário foi o já tradicional São Paulo Futebol Clube, da Vila Operária. O jogo aconteceu no estádio do Ouro Preto e a jovem equipe foi derrotada por 4 a 0.
A primeira bola do time foi comprada por 17 contos e 500 réis e o primeiro terno, listrado de azul e branco, adquirido após uma coleta no comércio. No dia 8 de junho, as duas equipes voltaram a se defrontar no mesmo local. O time do São Paulo voltou a aplicar outra goleada, 4 a 1, sendo que o zagueiro, Carlitos, foi o autor do primeiro gol do time do centro.
A primeira vitória só aconteceu na terceira partida, também diante do São Paulo, o Comerciário venceu pelo placar de 3 a 2. A primeira viagem foi para Siderópolis, onde o time enfrentou o Grêmio Esportivo Macedo Soares, onde a equipe de Criciúma Esporte Clube empatou com os donos da casa.

### Primeiros títulos
O primeiro título do Comerciário foi conquistado em Siderópolis, em 8 de fevereiro de 1948. O time era considerado a zebra do torneio, por ser o caçula da região. Em 1949 aconteceu a primeira grande vitória do time do centro, a equipe azul e branca derrotou o Atlético Operário em duas oportunidades, por 3 a 1 e 6 a 1, conquistando assim o seu primeiro título da LARM (Liga Atlética da Região Mineira. O esquadrão campeão era formado por: Mário; Colombi, Vante, Muricy e Zoile; Ary, Carlitos e Eraldo; Detefon, Aníbal e Bigode.
Em 49, repetindo a mesma base, tornou-se novamente campeão, derrotando de novo o Atlético Operário. O tricampeonato foi conseguido em 1951. Com uma campanha invejável, o Comerciário venceu 20 partidas das 28 disputadas, empatou 4 e perdeu 4. Em 1955, o clube inaugurava o Estádio Heriberto Hülse. Apesar de ter perdido para o Imbituba Esporte Clube por 1 a 0, na inauguração, a vinda do estádio deu novo ânimo ao time, que em 1957 e 1958 voltaria a ser campeão da LARM.

### O primeiro título estadual e a crise financeira
A principal façanha do time do centro foi a conquista do primeiro título estadual, que aconteceu no ano de 1968. Naquele tempo, estava despontando para o futebol nacional o ponteiro direito Valdomiro Vaz Franco, que depois foi um dos grandes ídolos do Sport Club Internacional de Porto Alegre. O título foi ganho em uma partida extra, contra o Caxias de Joinville, no Estádio Adolfo Konder, em Florianópolis. O time campeão era este: Batista; Alemão, Lili, Conti e Toco; Bita, Ivanzinho e Sado; Valdomiro, Chiquinho e Bossinha. O Caxias foi derrotado por 2 a 0 e a vitória ratificou o título dos Comercialinos.
Em 1970, atingido por uma séria crise financeira, o Comerciário Esporte Clube foi obrigado a encerrar as atividades no departamento de futebol profissional, só retornando a disputar o Campeonato Catarinense em 1977.

### Nova Era: surge o Criciúma Esporte Clube
No ano de 1977, o Comerciário resolveu voltar as atividades profissionais. Sob a tutela de Osvaldo Patrício de Souza, o clube queria recriar o passado de glória que o futebol havia vivido na cidade.
Mesmo contando com um bom apoio financeiro, o Comerciário não conseguia reagir naquele primeiro ano de retorno. Em virtude de uma briga com a federação em função de confusões que aconteceram no primeiro jogo do campeonato estadual daquele ano, em que o Comerciário perdeu para o Avaí por 2 a 1, o clube acabou perdendo o mando de campo em dois jogos decisivos que definiram a classificação para a fase final. Assim, o Comerciário acabou perdendo a vaga e foi obrigado a disputar uma deficitária repescagem.
Havia, no entanto, um outro grande problema que o clube tinha que enfrentar e não vinha obtendo resultados: a falta de torcida. O fantasma do Esporte Clube Metropol ainda habitava a cabeça dos criciumenses. Conhecido como o "time dos mineiros", o Metropol foi diversas vezes campeão estadual, excursionou pela Europa e representou por cinco vezes o estado na Taça Brasil sendo que, em uma delas, chegou às finais. Com tudo isso, a comparação era inevitável, e o Comerciário sempre saia perdendo.
Foi então, que surgiu a ideia de se trocar o nome para Criciúma Esporte Clube, no intuito de trazer para o estádio os torcedores dos extintos Ouro Preto, Atlético Operário, Próspera, Boa Vista e até o Metropol. Assim, em 2 de abril de 1978, o clube passava a se chamar  Criciúma Esporte Clube.

### O primeiro grande time
O time de 1982 foi o melhor que a cidade já teve. O meio campo contava com: Edgar, Paulinho Criciúma e Luiz Freire. No ataque: Anchieta e Vargas e, mais tarde, viria Paulinho Cascavel.
Este time deu a primeira glória ao Criciúma ao vencer o Flamengo por 4 a 2, logo após o mesmo ter sido campeão do mundo. Os gols foram marcados por Luiz Freire, Vargas (2) e Naldo para o Criciúma; Lico e Zico para o Flamengo.
A equipe que venceu o Flamengo era treinada por Lori Sandri. O jogo foi no dia 25 de fevereiro de 1982 e o time do Criciuma jogou com: Zé Carlos, Assis, Larry, Eduardo e Alvaro; Edmar, Paulinho Criciúma e Luis Freire; Mica, Vargas e Anchieta. No 2º tempo,entraram: Naldo, Serrano e Dagoberto. Foi a primeira derrota do Flamengo após o título Mundial. O Flamengo jogou com: Cantarele, Leandro, Figueiredo, Marinho (Mozer) e Júnior; Andrade (Vítor), Adílio, Zico e Lico; Tita (Popéia) e Nunes. O técnico era Carpegiani. O estádio ficou completamente lotado.
No dia 11 de dezembro de 1982, o Criciúma viria a perder o campeonato estadual para o Joinville ao empatar, em casa, em 1 a 1, Sendo que em 1981, já havia perdido a primeira decisão no estádio Ernesto Schillen Sobrinho. A torcida, revoltada com o resultado, invadiu o campo, transformando o estádio Heriberto Hülse numa praça de guerra. Houve confronto entre polícia e torcedores. A polícia militar de Florianópolis estava em peso e usou bombas de gás lacrimogêneo, além de soltar cães policiais treinados contra a turba. Muita gente foi parar no hospital e o episódio repercutiu nacionalmente.

### As novas cores do escudo e bandeira
Mesmo depois da troca de nome o Criciúma ainda não conseguia se firmar como unanimidade na cidade, pelo simples fato de ainda conservar as cores do Comerciário. Começou, então, um movimento para a troca das cores do clube. Muita polêmica foi gerada. Alguns opinavam por uma mistura das cores de todas as equipes que a cidade já teve. Outros queriam que fossem oficializadas as cores da bandeira da cidade.
Após muitas reuniões, decidiu-se pelo amarelo, preto e branco. O amarelo demonstrando a riqueza da região; o preto, o carvão; e o branco, por ser uma cor presente em todos os demais clubes que existiram.
O dia escolhido para a estreia das novas cores foi 13 de maio de 1984, data em que o Criciúma completaria 37 anos. O jogo valia pelo campeonato estadual e o adversário era o Joinville, que saiu ganhando por 2 a 0. Tudo parecia perdido até que o árbitro Dalmo Bozzano marcou um pênalti em favor do Criciúma. Zé Carlos Paulista (ex-Joinville) bateu e diminuiu. Quase no final Galvão (também ex-Joinville) avançou pela lateral, invadiu a área e bateu forte empatando o jogo. A torcida foi a loucura, pois Galvão demonstrou muita raça na jogada e por ele ter feito contra o segundo gol do Joinville. Aquele empate, teve sabor de vitória.

### Criciúma, um dos principais centros futebolísticos do estado
Pela sua tradição no futebol, e pelo passado de glórias do Metropol, Criciúma não podia mais viver aquela sina de time perdedor.
O primeiro título da história do Criciúma viria com a conquista da Taça Governador do Estado. Depois de vencer o Joinville, em Criciúma por 2 a 0, o Tigre só precisava do empate no jogo da volta na casa do adversário e foi o que aconteceu. A partida terminou 0 a 0 e Criciúma viveu um dia de festa.
Pouco mais de um mês depois, o Criciúma ganharia mais uma taça, equivalente ao segundo turno do campeonato estadual. Desta vez a situação era inversa, quem precisava do empate era o Joinville que jogava fora de casa.
O jogo começou emocionante com o Criciúma fazendo 1 a 0 logo no primeiro minuto, através de Rached. No começo do segundo tempo, Nardela empatou e fez voltar a lembrar dos títulos que, o Joinville conquistou dentro de Criciúma. Mas, aos 9 minutos, Guinga marcou o gol que daria a vitória necessária ao Criciúma. Com este resultado, o Tigre ganhava mais um turno e levava um ponto extra para o hexagonal final do campeonato.

### Década de 1990: a maior glória do Criciúma Esporte Clube

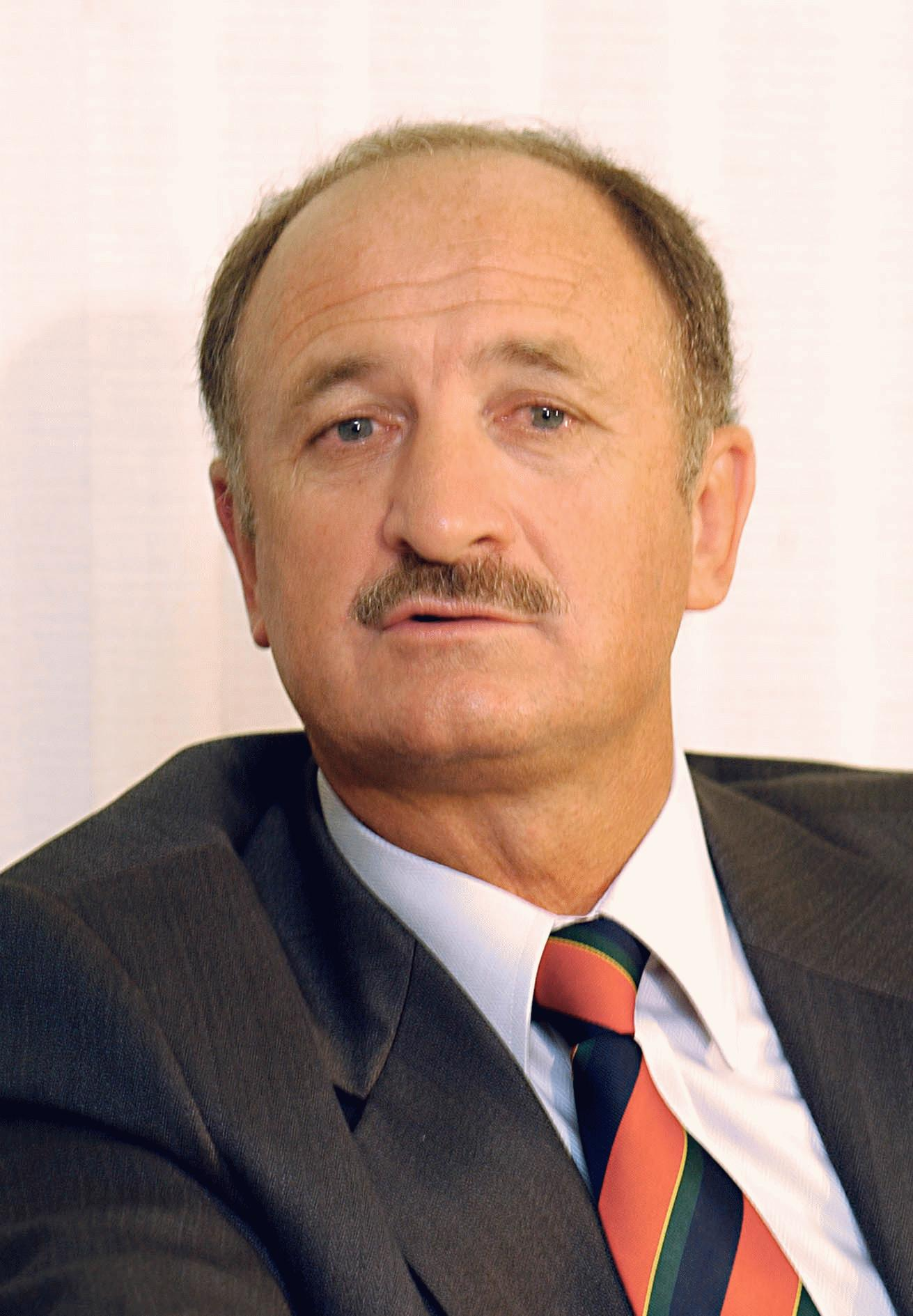
Felipão, técnico campeão da Copa do Brasil.

Em 1987, o Criciúma consegue a oitava colocação no módulo amarelo da Copa União, reconhecido pela CBF como o Campeonato Brasileiro de Futebol daquele ano.
Em 1989, o time volta a ser campeão estadual, conquistando também em 1990 e em 1991 com o tri-campeonato estadual.
Ainda em 1991, o clube conseguiu o principal título da história do futebol catarinense em todos os tempos, a Copa do Brasil, contra o Grêmio. Na primeira partida, em Porto Alegre, aconteceu um empate em 1 a 1, com o gol do Tigre sendo assinalado em uma cabeçada do zagueiro Vilmar. Na partida de volta, no Heriberto Hülse, ocorreu outro empate, só que desta vez em 0 a 0. A vantagem do gol fora de casa deu ao Tigre o tão sonhado campeonato e a vaga para disputar a Libertadores da América em 1992 .O grupo base tinha: Alexandre, Sarandi (Idemar Tomasi), Vilmar, Altair e Itá; Roberto Cavalo, Gélson, Grizzo (Emerson Almeida) e Zé Roberto; Soares (Vanderlei) e Jairo Lenzi. Técnico: Felipão.
- Primeiro Jogo

| 30 de Maio | Grêmio       | 1 – 1 | Criciúma   | Estádio Olímpico, Porto Alegre                        |
|            | Maurício 83' |       | Vilmar 15' | Público: 32,052 Árbitro: MG Márcio Rezende de Freitas |

- Segundo Jogo

| 2 de Junho | Criciúma | 0 – 0 | Grêmio | Estádio Heriberto Hülse, Criciúma                     |
|            |          |       |        | Público: 19,525 Árbitro: RJ Cláudio Vinícius Cerdeira |

### Campanha na Libertadores da América de 1992
Com o título da Copa do Brasil, o Criciúma assegurou vaga na Libertadores da América de 1992, sendo o primeiro time catarinense a participar de uma competição de desse porte internacional. Terminou a Fase de Grupos na liderança de seu grupo e com a melhor campanha, e avançou até as quartas-de-final, então sendo eliminado pelo São Paulo, de Telê Santana, que acabaria campeão da competição e do Mundial de Clubes do mesmo ano.
Abaixo, a campanha do clube em mais detalhes:
Grupo 2
| Equipe    | Pts | J | V | E | D | GP | GC | SG  |
| --------- | --- | - | - | - | - | -- | -- | --- |
| Criciúma  | 9   | 6 | 4 | 1 | 1 | 13 | 7  | +6  |
| São Paulo | 8   | 6 | 3 | 2 | 1 | 11 | 5  | +6  |
| Bolívar   | 6   | 6 | 2 | 2 | 2 | 9  | 9  | 0   |
| San José  | 1   | 6 | 0 | 1 | 5 | 5  | 17 | -12 |

|           | BOL | CRI | SJO | SPA |
| --------- | --- | --- | --- | --- |
| Bolívar   | –   | 1–1 | 2–1 | 1–1 |
| Criciúma  | 2–1 | –   | 5–0 | 3–0 |
| San José  | 2–4 | 1–2 | –   | 0–3 |
| São Paulo | 2–0 | 4–0 | 1–1 | –   |

Fase final
|  | Oitavas-de-finais | Oitavas-de-finais | Oitavas-de-finais | Oitavas-de-finais |   |          | Quartas-de-finais | Quartas-de-finais | Quartas-de-finais | Quartas-de-finais |
|  |                   |                   |                   |                   |   |          |                   |                   |                   |                   |
|  | Criciúma          | 2                 | 3                 | 5                 |   |          |                   |                   |                   |                   |
|  | Sporting Cristal  | 1                 | 2                 | 3                 |   |          |                   |                   |                   |                   |
|  | Sporting Cristal  | 1                 | 2                 | 3                 |   | Criciúma | 0                 | 1                 | 1                 |                   |
|  |                   |                   |                   |                   |   | Criciúma | 0                 | 1                 | 1                 |                   |
|  |                   | São Paulo         | 1                 | 1                 | 2 |          |                   |                   |                   |                   |
|  | São Paulo         | São Paulo         | 1                 | 1                 | 2 | 1        | 2                 | 3                 |                   |                   |
|  | São Paulo         |                   |                   |                   |   | 1        | 2                 | 3                 |                   |                   |
|  | Nacional          | 0                 | 0                 | 0                 |   |          |                   |                   |                   |                   |

### Década de 2000: títulos, rebaixamentos e retornos

#### Título brasileiro da Série B
No ano de 2002, o clube é campeão do Brasileiro Série B e após cinco anos garante o seu retorno à elite do futebol brasileiro, em uma final disputada contra o Fortaleza Esporte Clube. A primeira partida, na casa do adversário, o Fortaleza venceu por 2 a 0. Na volta, mesmo com forte chuva o Heriberto Hülse lotou para ver o Criciúma vencer por 4 a 1, com gols assinalados por Paulo Baier (3) e Dejair. O time que jogou a final foi: Fabiano; Paulo Baier, Cametá, Luciano, Luciano Almeida (Sandro); Cléber Gaúcho, Cléber (Edinho), Juca, Dejair; Delmer, Anderson Lobão (Tico). Técnico: Edson Gaúcho.

### 2004-2005: descenso
Em 2003, o clube fez uma boa campanha na Série A, conseguindo manter-se na elite do futebol brasileiro, porém em 2004 caiu para a Série B e em 2005, pela primeira vez, para a Série C do futebol nacional.

### 2006: pela primeira vez na Série C e título
Em 2006, o clube conquistou o título do Brasileirão da Série C, garantindo seu retorno à Série B em uma goleada contra o Vitória. O Tigre não tomou conhecimento do adversário e naturalmente aplicou 6 a 0. Com gols marcados por Leandro Guerreiro, Alexsandro, Beto Cachoeira (2), Fernandinho e Zé Carlos. O elenco desta partida foi: Zé Carlos; Sílvio Criciúma, Rodrigo e Cláudio Luiz; Bosco, Leandro Guerreiro, Marcelo Rosa, Douglas e Fernandinho; Dejair e Beto Cachoeira. Técnico: Guilherme Macuglia.

#### Problemas internos refletidos em campo
Em 2008, o Criciúma chegou às finais do estadual, perdeu o primeiro jogo por 1 a 0 no Orlando Scarpelli para o Figueirense e mesmo vencendo o segundo jogo em casa por 3 a 1 no tempo normal, acabou com o time da capital campeão, que venceu por 1 a 0 na prorrogação.
Antes das finais do estadual de 2008, o Tigre ainda chegou às Oitavas-de-final da Copa do Brasil, eliminando mas foi eliminado pelo Vasco da Gama, que ganhou o primeiro jogo em São Januário com um gol em marcação de pênalti aos 43 minutos do segundo tempo e empatou por 2 a 2 o jogo de volta no Majestoso, com uma festa histórica da torcida tricolor nas arquibancadas e de Edmundo pelo time carioca dentro de campo, que ofuscou os gols de Jael e Zulu pelo Tigre.

#### 2008-2009: a crise
No segundo semestre de 2008 preparando o acesso para a Série A do Brasileirão, o Criciúma teve um dos maiores orçamentos da história, realizando contratações de grande investimento financeiro, como do folclórico artilheiro Jardel e Luiz Mário, que formaram no papel um dos elencos mais qualificados daquela Série B, mas a crise estava decretada a partir daquele ano e o tricolor amargou a 18º colocação da Série B e o segundo rebaixamento para a terceira divisão.
Em 2009, o tricolor catarinense acabou surpreendendo no começo do campeonato estadual, sendo campeão do turno do e garantindo vaga no quadrangular final da competição. Porém, a boa fase começou a desaparecer no returno com resultados ruins e atuações muito diferentes do time campeão do turno. No quadrangular final, junto com Avaí, Chapecoense e Joinville, terminou na 4ª colocação, não conseguindo a vaga para as finais. Mais uma eliminação aconteceria naquele ano, só que dessa vez na Copa do Brasil, para o Náutico.
No segundo semestre de 2009, com o time modificado, o tricolor começou a disputar o Campeonato Brasileiro da Série C de 2009. Uma péssima campanha marcou a temporada de 2009 do Criciúma na Série C e o quase rebaixamento para a Série D fizeram com que o técnico Roberto Fonseca fosse demitido após 4 jogos sem resultados positivos e Itamar Schulle acabou ocupando o cargo de treinador, mas o que não mudou o ritmo fraco naquela competição. No final do ano, o Criciúma disputou apenas para cumprir calendário a Copa Santa Catarina, competição com fins de laboratório para jogadores visando a próxima temporada.

#### Temporadas de 2010, 2011 e 2012: redenção e volta à Série A
O ano de 2010 começou com a torcida revoltada com a diretoria, que via o time caindo aos poucos. O número de sócios que tinha superado o número de 10 mil em 2008, estavam beirando os 2 mil. Para a disputa do catarinense, a diretoria pouco contratou e o time começou levando duas goleadas nos dois primeiros jogos resultando na renúncia do Presidente Edson "Cascão" Búrigo, que embora não tenha medido esforços, não conseguiu vencer os problemas internos do clube. O vice Robson Izidro assumiu a presidência até que fossem feita as eleições. No estadual, não conseguiu fazer um bom campeonato, não conseguindo alcançar as 4 colocações do turno e do returno, que levariam o time a fase final. O técnico Itamar Schulle acabou sendo demitido e pro seu lugar assumiu o técnico Wilson Watekemper que estava treinando os juniores.
Antes do começo da Série C de 2010, Antenor Angeloni assume pela segunda vez o cargo de presidente do Criciúma e com a meta de tornar o tricolor predestinado novamente grande.
Começo de campeonato e o empate em 1 a 1, fora de casa contra o Juventude animou a torcida tricolor, que lotou o estádio na estreia, em casa, contra Brasil de Pelotas e viu o time começar a caminhada rumo a Série B do Brasileirão derrotando o adversário por 2 a 0. O Criciúma terminou a fase de grupos na 1ª colocação. Nas quartas-de-final, enfrentou o Macaé e acabou perdendo o primeiro jogo por 3 a 2, de virada, em Macaé. No segundo jogo, a frase Vamos subir, Tigre!, que não saia da cabeça do torcedor durante o campeonato se concretizou e o Criciúma venceu o time fluminense por 2 a 0, conquistando o acesso à Série B, no Heriberto Hülse com 19 mil torcedores. O dia 23 de outubro de 2010 ficará marcado na história do clube. Nas semifinais acabou eliminado nas penalidades pelo ex-Ituiutaba, atual Boa Esporte.
Em 2011, foi campeão do turno do estadual, vencendo o Figueirense por 1 a 0 no Scarpelli e conseguindo a vaga para a final. No primeiro jogo da final, contra a Chapecoense, venceu por 1 a 0, mas acabou perdendo o segundo jogo pelo mesmo placar, no Índio Condá, em Chapecó. O time do Oeste Catarinense levou o título no critério de desempate, mais pontos na classificação geral.
A Série B de 2011 foi marcada por altos e baixos, com o time brigando por uma vaga no G-4 o campeonato todo, entretanto, nas últimas sete rodadas o rendimento da equipe foi abaixo do esperado, terminando na 14ª colocação.
Na temporada de 2012, fez uma péssima campanha no Catarinense, não conseguindo chegar nas semifinais, ficando na 7ª colocação na classificação geral e a demissão do técnico Márcio Goiano rodadas antes do término. Voltando a figurar na Copa do Brasil, eliminou o Madureira na 1ª fase, mas acabou sendo eliminado pelo Atlético Paranaense, perdendo o jogo de ida e o de volta por 2 a 1 e 5 a 1, respectivamente. A eliminação precoce no estadual e a goleada sofrida na eliminação da Copa do Brasil causaram uma pequena crise interna no clube, que deixou o torcedor tricolor desconfiado com o time para a temporada.
Em 19 de maio de 2012, o Criciúma fez sua estreia na Série B de 2012 diante do seu torcedor e goleou o Guaratinguetá por 4 a 1. Em um campeonato disputadíssimo, o Criciúma surpreendeu até mesmo ao presidente do clube, que não esperava a campanha positiva da equipe devido às discussões internas no começo da competição.
No dia 17 de novembro de 2012, empatou em 0 a 0 com o Atlético-PR e conseguiu o acesso à elite do futebol brasileiro diante de 19.743 torcedores que fizeram do Majestoso um caldeirão em todos os jogos.

#### 2013
O Criciúma começou a temporada de 2013 empolgado com a volta à elite do futebol do Brasil, e logo na 1ª rodada do Campeonato Catarinense aplicou uma goleada de 6 a 0 no Camboriú, no Majestoso. Tudo indicava que o único representante de Santa Catarina na Série A de 2013 chegaria fácil às fases finais do estadual, mas o técnico Paulo Comelli encontrou muitos problemas na reformulação do time para isso se concretizar. Não conseguiu e após mais uma derrota no turno, dessa vez para o Metropolitano, em Blumenau, por 2 a 1, foi demitido. Juntamente com o ex-comandante Comelli, a diretoria decidiu demitir também o gerente de futebol Rodrigo Pastana e o preparador físico Márcio Corrêa.
| “ | No futebol, uma palavra que está sendo banalizada é planejamento. Faz parte do futebol. O planejamento era para médio prazo e foi no que deu para a gente. Infelizmente interromperam um ciclo que poderia dar certo. | ” |

Com a demissão de Paulo Comelli e Rodrigo Pastana, a diretoria correu atrás de um treinador e um gerente de futebol. Vadão, que estava no Sport Recife, foi o nome escolhido para comandar o restante da temporada 2013 e Cícero Souza para gerenciar o futebol do Criciúma. A estreia de Vadão no comando do Criciúma foi com derrota diante do Atlético de Ibirama, em casa, por 3 a 2. Depois desse jogo, mesmo com pouco tempo, Vadão arrumou o time e o Criciúma ficou invicto por 7 jogos, sendo 4 vitórias e 3 empates, culminando no título do returno e a classificação às semifinais do estadual depois do empate em 3 a 3 com o Metropolitano, em casa. Nas semifinais, enfrentou o Avaí e perdeu o primeiro jogo por 3 a 2, em Florianópolis. No segundo jogo venceu por 1 a 0, no HH e por ter obtido uma campanha melhor que o time da capital, avançou à decisão do título e enfrentou a Chapecoense. No primeiro jogo, embalado por um público de 16.717 pagantes, o maior do Campeonato Catarinense de 2013, o Criciúma derrotou a Chapecoense por 2 a 0. No segundo jogo, perdeu por 1 a 0, mas a derrota no oeste não tirou o título do Criciúma e acabando com um jejum de 8 anos sem vencer um estadual.

#### Copa do Brasil e Série A
O Criciúma estreou pela Copa do Brasil contra o Noroeste, no dia 3 de abril. Na 1ª fase, o empate sem gols em Bauru forçou que o time jogasse o jogo de volta e venceu com facilidade o time paulista por 3 a 0, em casa. Na 2ª fase, novamente, o jogo de ida fora de casa, contra o São Bernardo, no estádio Primeiro de Maio, em São Bernardo do Campo, acabou empatado, mas com gols: 1 a 1. No jogo de volta, em casa, eliminou mais um paulista da competição, vencendo o jogo de volta por 3 a 1. Na 3ª fase, o tricolor enfrentou o Salgueiro e mais uma vez o jogo de ida, fora de casa, no Estádio Cornélio de Barros, acabou empatado em 0 a 0. No jogo de volta, o Criciúma tinha tudo para avançar às oitavas-de-final, mas o que a torcida viu foi a eliminação, após sair vencendo por 1 a 0, o Tigre cedeu o empate aos pernambucanos nos minutos finais da etapa final do jogo. O time do Salgueiro se classificou pelo critério do gol fora de casa.
Após oito anos longe da primeira divisão, o Criciúma estreou na Série A do Campeonato Brasileiro no dia 26 de maio, contra o Bahia, vencendo por 3 a 1. Até a paralisação do campeonato por conta da realização da Copa das Confederações no Brasil, o Criciúma tinha 6 pontos em 5 jogos (2 vitórias e 3 derrotas) e era 10º colocado. Enquanto a competição estava paralisada o Criciúma realizou dois amistosos contra o Caxias, que acabou empatado em 1 a 1, e contra o Guarani, que terminou com vitória tricolor por 2 a 0. Na volta do Brasileirão, o Criciúma voltou a jogar contra o Atlético Mineiro, em Belo Horizonte, jogo que acabou com vitória dos mineiros por 3 a 2. Passavam as rodadas e o Criciúma não conseguiu se firmar na tabela de classificação e o um dos piores momentos do clube na Série A começou na 11ª rodada, quando perdeu pro Corinthians por 2 a 0 em casa e acabou entrando pela primeira vez na zona de rebaixamento. Desde então, o mal momento do clube custou o cargo de treinador Vadão, que foi demitido após perder por 2 a 1, em casa, para a Ponte Preta, pela Copa Sul-Americana. Vadão comandou o Criciúma em 15 oportunidades pelo Brasileirão, obtendo 31% de aproveitamento (4 vitórias, 2 empates, 9 derrotas), deixando o clube com 14 pontos na 17ª colocação.
Após a demissão de Vadão, o Criciúma foi comandado pelo interino Sílvio Criciúma, que depois de 3 vitórias contra o Coritiba em casa, e contra Vitória e São Paulo fora de casa, tirando o clube da zona de descenso para a 11ª posição, viria ser efetivado como técnico. Mas não durou muito e após uma sequência de 5 jogos sem vencer acabou demitido, deixando o clube novamente na zona da queda para a Série B. Após isso, Argel Fucks assumiu o cargo de técnico e tinha uma única missão: livrar o Criciúma de um novo rebaixamento. Não começou bem. Estreou perdendo na 24ª rodada para o Flamengo por 4 a 1, no Maracanã e conseguiu a primeira vitória na 27ª rodada contra o Grêmio, em Porto Alegre. O resultado positivo fora de casa contra uma equipe que lutava por Libertadores e título animou a torcida. Na rodada posterior derrotou o Vasco, adversário direto na luta contra o rebaixamento. E o que estava ruim, piorou. Foram mais 4 rodadas sem vencer e muitos já davam como certo o rebaixamento do Criciúma para a Série B, depois de empatar em casa contra a Ponte Preta. Afundado na 19ª colocação, o Criciúma começou a esboçar sua reação na 33ª rodada, quando venceu o Náutico, no Recife. O que parecia improvável aconteceu, o tricolor saiu da zona de rebaixamento na 34ª rodada e não voltou mais. Foram 6 jogos invictos, vitórias contra Náutico, Atlético Paranaense, Coritiba e São Paulo, e empates contra Ponte Preta e Vitória. O Criciúma se despediu do Brasileirão 2013 com derrota por 3 a 0 para o Botafogo, terminando a competição no 14º lugar, com 46 pontos.

### 2014: a volta de um ídolo e rebaixamento à Série B
O ano de 2014 não havia sequer chegado, mas a torcida carvoeira já tinha olhares otimistas para o ano que viria. O eterno ídolo Paulo Baier foi anunciado como novo reforço para a temporada de 2014 no dia 30 de dezembro. Outra notícia que encheu a torcida criciumense de expectativas para o ano de 2014 foi a volta do atacante Lucca, destaque do clube no acesso à Série A em 2012.

#### Decepção no estadual
O Campeonato Catarinense de 2014 começou com 3 times dos 10 participantes figurando na elite do futebol nacional. O Criciúma, um deles, era também um dos favoritos ao título. O atual campeão catarinense começou mal a competição, mas terminou a 1ª fase na 2ª colocação, após uma grande arrancada nas últimas rodadas, num grupo em que apenas 4 se classificavam para a fase final. A arrancada, porém, não seguiu para a fase seguinte, e o Criciúma terminou o Catarinão na 3ª colocação na classificação geral.

#### Série A, Copa do Brasil e Sul-Americana
O Tigre estreou no Brasileirão de 2014 em casa, contra o Palmeiras e perdendo por 2 a 1. Logo na rodada seguinte, nova derrota e dessa vez para o Goiás, em Goiânia, derrota essa que culminou na precoce demissão do técnico Caio Júnior e na contratação de Wagner Lopes. Até a parada para a Copa do Mundo FIFA de 2014, o Criciúma figurava na 13ª colocação, com 11 pontos; na volta, derrotou o Fluminense num dramático 3 a 2; após esse resultado, o tricolor catarinense ficou 10 rodadas sem vencer e entrou na zona de rebaixamento na 17ª rodada após a derrota por 2 a 0 para o Flamengo em casa. A derrota também custou o cargo do técnico Wagner Lopes. Foram 20 rodadas lutando para sair da zona onde ficou até o final do campeonato, que ficou marcado pela melancolia de um novo rebaixamento na história do clube. O decreto da queda veio com uma rodada de antecedência, no empate em 1 a 1 com o Flamengo. A terrível temporada ficou marcada como a segunda pior do clube no Brasileirão da Série A, além de ter sofrido a pior derrota em uma competição oficial na sua história: 6 a 0 para o Botafogo, que acabou tendo o mesmo destino do clube carvoeiro: a Série B de 2015.
Em meio a muitas negociações, outro ídolo do clube também voltou a pisar nos gramados do Heriberto Hülse no lado carvoeiro. Zé Carlos, artilheiro do clube na Série B de 2012, não obteve sucesso na nova passagem pelo clube e poucas semanas depois de contratado foi dispensado pela diretoria.
Além de Caio Júnior e Wagner Lopes, o Criciúma também contou com a experiência de Gilmar Dal Pozzo, Toninho Cecílio, que comandou o clube por incríveis apenas 4 rodadas, e o interino Luizinho Vieira. No total foram 5 técnicos no turbulento 2014 para o Tigre.
Após o rebaixamento, o clube anunciou o desligamento de mais da metade do elenco e de Paulo Baier, que pediu desculpas à torcida pelo fracassado ano de 2014 pelo Criciúma. Foi a 3ª passagem do jogador pelo clube, que seguiu para o futebol gaúcho.
Pela Copa do Brasil, o Criciúma repetiu o ano de 2013 e foi novamente eliminado por uma zebra, na 1ª Fase. Contra o Londrina, o Tigre perdeu no Paraná por 2 a 0, e vencer em casa por 2 a 1 e não foi suficiente para continuar na competição. Com a eliminação, restou a vaga na Copa Sul-Americana e mesmo lutando contra o rebaixamento no Brasileirão foi com força máxima para cima do São Paulo. Venceu o primeiro jogo por 2 a 1, porém na capital paulista acabou perdendo por 2 a 0 e sendo mais uma vez eliminado pelo time paulistano em uma competição internacional..
A mudança
Após uma temporada melancólica nos anos de 2019 (com rebaixamento da Série B para a Série C) e 2020 (com um iminente rebaixamento para a Série D), Jaime Dal Farra anuncia sua renúncia à presidência do Criciúma Esporte Clube. No dia 17 de dezembro de 2020 é realizada eleição, onde o empresário Anselmo Freitas vence e anuncia como Diretor de Futebol o também empresário Waldeci Rampinelli, que já exerceu a função outras vezes, sempre com sucesso. A confiança da torcida, então, é retomada.
Nova gestão: O Criciúma é nosso!
Em 2021, após assumir o clube, Anselmo Freitas montou uma nova equipe, e de cara obteve o maior insucesso da história do clube: o inédito rebaixamento à série B do Campeonato Catarinense . Após o insucesso, Waldeci Rampinelli é desligado do clube, e Juliano Camargo assume o futebol do clube com a missão de reformular o time para as demais competições do ano . Apesar do rebaixamento no estadual, o Criciúma consegue performar bem na Copa do Brasil, eliminando Marília-SP, Ponte Preta-SP, América-MG e sendo eliminado pelo fluminense nas oitavas de final da competição, pelo critério de saldo de gols. Na disputa da Copa SC, o Criciúma optou por utilizar em sua maioria jogadores reservas, e acabou sendo eliminado na primeira fase da competição. Finalmente, pelo Campeonato Brasileiro da Série C, o Criciúma conquistou o principal objetivo da temporada: o acesso á série B do ano seguinte. Paulo Baier comandou a equipe durante a primeira fase da competição, sendo substituído pelo técnico Cláudio Tencati na segunda rodada do quadrangular final. Após a vitória sobre o Paysandu-PA pela última rodada, fora de casa, o Criciúma garantiu o 4º lugar geral da competição e o acesso á série B da temporada seguinte.
Já em 2022, pela Copa do Brasil, após eliminar o Nova Iguaçu-RJ na primeira fase, o Criciúma foi eliminado fora de casa pelo Goiás na segunda fase da competição . Anselmo Freitas renuncia à presidência do clube, e Vilmar Guedes se torna o novo presidente do Criciúma E.C.. Sob sua gestão, o Criciúma consegue o acesso à série A do estadual, sendo campeão da Série B do Campeonato Catarinense. Já no campeonato Brasileiro da série B, o Criciúma fez uma campanha sólida, conquistando o 8º lugar.
Em 2023, o clube conquista o acesso a elite do futebol brasileiro, após quase 10 anos longe da principal competição do país, ficando com a terceira posição na tabela ao fim do Campeonato Brasileiro de Futebol de 2023 - Série B, garantindo o acesso ao fim da penúltima rodada, no Majestoso, contra o Botafogo Futebol Clube (Ribeirão Preto) por um convincente placar de 3 x 0 para o time da casa, assim cravando o acesso ao Campeonato Brasileiro de Futebol de 2024 - Série A.
Em 2024, o clube jogou o Campeonato Brasileiro de Futebol de 2024 - Série A, depois de dez anos sem jogar, o clube acabou o campeonato em décimo oitavo lugar, o clube foi rebaixado na penúltima rodada, após perder de 3 x 0 pro Clube de Regatas do Flamengo, assim sendo rebaixado ao Campeonato Brasileiro de Futebol de 2025 - Série B.

## Torcidas e rivalidades
Entre as torcidas organizadas do Criciúma estão a Torcida Guerrilha Jovem e a barra brava Os Tigres.

#### Rivalidade com a torcida do Joinville
Seu rival histórico é o Joinville, com quem protagoniza o Clássico Norte-Sul, uma rivalidade regional que se acirrou a partir da década de 1970, com as duas cidades ficando à cerca de 360 km de distância.

#### Rivalidade com a torcida da Chapecoense
Na última década, com o ofuscamento do rival histórico (Joinville) no cenário nacional, vem-se crescendo a rivalidade entre carvoeiros e os torcedores do oeste (Chapecoense). O aparelhamento e equilíbrio entre as duas equipes trouxe o sentimento de rivalidade não só entre os clubes, mas também entre as torcidas, que juntas vem protagonizando episódios que crescem e fomentam essa tensão. Fundada em 2006, a primeira barra brava de Santa Catarina é a Os Tigres do Criciúma, já uma torcida consolidada em toda a década de 2010. Esteve presente em Chapecó, na final do Campeonato Catarinense de 2013,  cidade distante cerca de 290 km. Final em que o Criciúma sagrou-se campeão estadual daquele ano. No mesmo ano, em uma partida entre Chapecoense versus ABC pela segunda divisão do Campeonato Brasileiro de 2013, foi fundada a Barra da Chape. Desde então, houve-se a crescente tensão entre as torcidas dos dois clubes, com ambas as barras se reconhecendo como a maior barra brava do estado. Há uma grande faixa da barra Os Tigres com os dizeres "A única barra do estado". Em 2017, em um jogo válido pelo Campeonato Catarinense, uma parcela de torcedores da Os Tigres entoaram cantos como "Ão ão ão, abastece o avião" além de serem arremessados aviãozinhos de papel em direção a torcida da Chapecoense, em referência a tragédia da queda do avião que transportava a delegação do time para a Colômbia em 2016. Em 2020, houve-se o apedrejamento de um ônibus que transportava a torcida do Criciúma para Chapecó quase em frente ao estádio, onde 15 torcedores do clube do oeste foram detidos. Pelo Campeonato Brasileiro da Serie B de 2022, no Heriberto Hülse, aconteceu um ataque relâmpago por parte da torcida local contra a torcida visitante ainda fora do estádio. Em 2023, membros da Barra da Chape espalharam faixas pela cidade em provocação a Barra Os Tigres.

## Sedes e estádios

### Estádio
O Estádio Heriberto Hülse, um dos principais do estado de Santa Catarina,foi inaugurado em 16 de outubro de 1955, com uma partida entre Comerciário e Imbituba, onde a equipe imbitubense levou a melhor, vencendo por 1 a 0. já abrigou competições de nível internacional como a Copa Libertadores da América, época na qual foi completamente adaptado para competição, destaque entre os principais estádios do estado, é o único completamente coberto.
O proprietário do estádio é o Criciúma Esporte Clube, que até 1978 era conhecido como Comerciário Esporte Clube, ano que veio através de assembleia dos conselheiros do Comerciário Esporte Clube aprovar a mudança de nome.
O estádio atualmente tem capacidade para 19.300 torcedores, pois a capacidade foi adequada para cumprir as normas do Estatuto do Torcedor.
O nome do estádio é uma homenagem ao ex-governador do estado de Santa Catarina, Heriberto Hülse, por ser uma figura política que representou o Sul Catarinense, onde se situa a cidade de Criciúma e por vez o Majestoso.
O maior público registrado no Majestoso, como é conhecido pela torcida, foi em 6 de agosto de 1995 no jogo Criciúma 1 x 0 Chapecoense, pelo Campeonato Catarinense. O jogo teve 31.123 expectadores e uma renda de R$ 115.815,00.

### Centro de Treinamento
O Centro de Treinamentos Antenor Angeloni possui 2.803,7 metros quadrados de área construída. O alojamento é dividido em dois blocos, A e B, e possuem 32 quartos duplos. A instalação também conta com refeitório, quatro vestiários, cozinha, auditório, lavanderia, sala de recreação, academia, área de serviços de medicina e fisioterapia.
O CT também possui uma Subestação de Energia Elétrica com transformador com potência de 300 kwa e reservatório de água próprio com capacidade de 89mil litros, que é abastecido por um poço artesiano.
O espaço conta com seis campos de futebol com medidas oficiais para o uso das equipes da base e o profissional do Tigre. Um dos campos serve para jogos amistosos, além de treinos, contando com dois vestiários, cabine de imprensa e arquibancada ecologicamente sustentável, com capacidade para 1.400 pessoas, além de um bloco de apoio que abriga os banheiros sanitários e uma lanchonete com terraço.
Recentemente foi aprovado pelo Ministério do Esporte e Caixa Econômica Federal a construção de mais um bloco. O bloco "C" terá 04 vestiários, cada um com capacidade para receber 50 atletas, sala de reuniões e rouparia.

### Ginásio Colombo Machado Salles
Na década de 70, com o sucesso alcançado pelo futebol brasileiro em competições internacionais, como a conquista do tricampeonato da Copa do Mundo, o futebol no Brasil passou por uma transformação, o que acarretou um processo de profissionalização e, em consequência, a elevação dos custos para manter uma equipe profissional. Nesta época vários clubes de futebol no Brasil entraram em crise e o Criciúma Esporte Clube, na época Comerciário, também não escapou.
Por sete anos a diretoria não teve como manter o seu time profissional e passou a direcionar seus esforços no fortalecimento e consolidação do seu patrimônio.
Em 1972 foi construído o ginásio de esportes, que recebeu o nome do governador do Estado, Colombo Machado Salles, como forma de agradecimento pela contribuição financeira dada ao clube para a realização da obra.
No dia 20 de outubro, o próprio governador esteve em Criciúma visitando a obra e participando das homenagens ao clube. O ginásio Colombo Salles já foi palco de grandes atrações esportivas e de shows nacionais e hoje é utilizado pelos atletas profissionais do clube, para a realização de aquecimento antes dos jogos disputados no estádio, e também para a Escolinha do Criciúma Esporte Clube para meninos de 4 a 7 anos.

### Maiores públicos
Estes são os dez maiores públicos do Estádio Heriberto Hülse:
| Os 10 maiores públicos | Os 10 maiores públicos | Os 10 maiores públicos | Os 10 maiores públicos | Os 10 maiores públicos | Os 10 maiores públicos  | Os 10 maiores públicos |
| Nº                     | Público                | Mandante               | Placar                 | Visitante              | Competição              | Data                   |
| ---------------------- | ---------------------- | ---------------------- | ---------------------- | ---------------------- | ----------------------- | ---------------------- |
| 1                      | 31 123                 | Criciúma               | 1–0                    | Chapecoense            | Catarinense             | 6 de agosto de 1995    |
| 2                      | 21 400                 | Criciúma               | 0–2                    | Joinville              | Catarinense             | 23 de agosto de 1987   |
| 3                      | 21 050                 | Criciúma               | 1–1                    | São Paulo              | Libertadores da América | 20 de maio de 1992     |
| 4                      | 20 845                 | Criciúma               | 0–0                    | Grêmio                 | Copa do Brasil          | 2 de junho de 1991     |
| 5                      | 19 751                 | Criciúma               | 2–0                    | Remo                   | Copa do Brasil          | 19 de maio de 1991     |
| 6                      | 19 492                 | Criciúma               | 2–0                    | Figueirense            | Catarinense             | 4 de agosto de 1993    |
| 7                      | 19 462                 | Criciúma               | 2–0                    | Macaé                  | Brasileirão Série C     | 23 de outubro de 2010  |
| 8                      | 19 321                 | Criciúma               | 1–1                    | Internacional          | Brasileirão Série A     | 16 de outubro de 1986  |
| 9                      | 19 219                 | Criciúma               | 0–1                    | Vasco da Gama          | Brasileirão Série B     | 9 de julho de 2022     |
| 10                     | 19 027                 | Criciúma               | 1–2                    | Palmeiras              | Brasileirão Série A     | 2 de junho de 2024     |

## Títulos

### Futebol
O Criciúma é o único clube de Santa Catarina a vencer a Copa do Brasil, isso aconteceu em 1991, quando o clube não só venceu a competição como também foi campeão invicto. Na final, derrotou o Grêmio e conquistou a sua taça mais relevante.
| NACIONAIS           | NACIONAIS                        | NACIONAIS           | NACIONAIS                                                               |
|                     | Competição                       | Títulos             | Temporadas                                                              |
|                     | Copa do Brasil                   | 1                   | 1991                                                                    |
|                     | Campeonato Brasileiro - Série B  | 1                   | 2002                                                                    |
|                     | Campeonato Brasileiro - Série C  | 1                   | 2006                                                                    |
| ESTADUAIS           | ESTADUAIS                        | ESTADUAIS           | ESTADUAIS                                                               |
|                     | Competição                       | Títulos             | Temporadas                                                              |
|                     | Campeonato Catarinense           | 12                  | 1968, 1986, 1989, 1990, 1991, 1993, 1995, 1998, 2005, 2013, 2023 e 2024 |
|                     | Copa Santa Catarina              | 1                   | 1993                                                                    |
|                     | Recopa Catarinense               | 2                   | 2024 e 2025                                                             |
|                     | Campeonato Catarinense - Série B | 1                   | 2022                                                                    |
|                     | Taça Governador do Estado        | 8                   | 1986, 1987, 1990, 1991, 1992, 1993, 1994 e 1995                         |
| REGIONAIS ESTADUAIS | REGIONAIS ESTADUAIS              | REGIONAIS ESTADUAIS | REGIONAIS ESTADUAIS                                                     |
|                     | Competição                       | Títulos             | Temporadas                                                              |
|                     | Campeonato Regional da LARM      | 9                   | 1949, 1950, 1951, 1955, 1957, 1958, 1960, 1961 e 1975                   |
| ------------------- | -------------------------------- | ------------------- | ----------------------------------------------------------------------- |

 Campeão Invicto

### Campanhas de destaque
| Criciúma Esporte Clube          | Criciúma Esporte Clube | Criciúma Esporte Clube | Criciúma Esporte Clube | Criciúma Esporte Clube | Criciúma Esporte Clube |
| Torneio                         | Campeão                | Vice-campeão           | Terceiro colocado      | Quarto colocado        | Quartas-de-final       |
| ------------------------------- | ---------------------- | ---------------------- | ---------------------- | ---------------------- | ---------------------- |
| Libertadores da América         | 0 (não possui)         | 0 (não possui)         | 0 (não possui)         | 0 (não possui)         | 1 (1992)               |
| Copa do Brasil                  | 1 (1991)               | 0 (não possui)         | 1 (1990)               | 0 (não possui)         | 2 (1992, 1996)         |
| Campeonato Brasileiro – Série B | 1 (2002)               | 1 (2012)               | 2 (1992,2023)          | 0 (não possui)         | 0 (não possui)         |
| Campeonato Brasileiro – Série C | 1 (2006)               | 0 (não possui)         | 1 (2010)               | 1 (2021)               | 0 (não possui)         |
| Campeonato Catarinense          | 12 vezes               | 10 vezes               | 10 vezes               | 4 vezes                | 10 vezes               |

## Estatísticas

### Participações
|  | Participações em 2025 |

| Competição         | Competição             | Temporadas            | Melhor campanha         | Estreia | Última | P | R |
| Santa Catarina     | Campeonato Catarinense | 60                    | Campeão (12 vezes)      | 1978    | 2025   |   | 1 |
| Santa Catarina     | Série B                | 1                     | Campeão (2022)          | 2022    | 2022   | 1 | – |
| Santa Catarina     | Copa Santa Catarina    | 9                     | Campeão (1993)          | 1993    | 2025   |   |   |
| Santa Catarina     | Recopa Catarinense     | 2                     | Campeão (2024 e 2025)   | 2024    | 2025   |   |   |
|                    | Primeira Liga          | 2                     | Grupos (2016 e 2017)    | 2016    | 2017   |   |   |
| Brasil             | Campeonato Brasileiro  | 15                    | 9º colocado (1986)      | 1979    | 2024   |   | 5 |
| Brasil             | Série B                | 25                    | Campeão (2002)          | 1980    | 2025   | 4 | 3 |
| Brasil             | Série C                | 5                     | Campeão (2006)          | 2006    | 2021   | 3 | – |
| Brasil             | Copa do Brasil         | 25                    | Campeão (1991)          | 1990    | 2025   |   |   |
|                    | Copa Libertadores      | 1                     | Quartas de final (1992) | 1992    | 1992   |   |   |
| Copa Sul-Americana | 2                      | 2ª fase (2013 e 2014) | 2013                    | 2014    |        |   |   |

### Temporadas
Campeão.
     Vice-campeão.
|      | Catarinense | Regional–Nacional | Copa do Brasil          | Campeonato Brasileiro | Campeonato Brasileiro | Sul-Americana | Libertadores |
| Ano  | Fase Máxima | Fase Máxima       | Fase Máxima             | Div.                  | Pos.                  | Fase Máxima   | Fase Máxima  |
| ---- | ----------- | ----------------- | ----------------------- | --------------------- | --------------------- | ------------- | ------------ |
| 2025 | 5º          | Não foi disputada | 3ª fase                 | B                     | —                     | —             | —            |
| 2024 | Final       | Não foi disputada | 3ª fase                 | A                     | 18°                   | —             | —            |
| 2023 | Final       | Não foi disputada | 2ª fase                 | B                     | 3º                    | —             | —            |
| 2022 | —           | Não foi disputada | 2ª fase                 | B                     | 8º                    | —             | —            |
| 2021 | 11º         | Não foi disputada | Oitavas de final        | C                     | 4º                    | —             | —            |
| 2020 | Semifinal   | Não foi disputada | 1ª fase                 | C                     | 16º                   | —             | —            |
| 2019 | Semifinal   | Não foi disputada | 3ª fase                 | B                     | 19º                   | —             | —            |
| 2018 | 4º          | Não foi disputada | 2ª fase                 | B                     | 14º                   | —             | —            |
| 2017 | 3º          | Grupos            | 3ª fase                 | B                     | 13º                   | —             | —            |
| 2016 | 3º          | Grupos            | 1ª fase                 | B                     | 8º                    | —             | —            |
| 2015 | 6º          | Não foi disputada | 3ª fase                 | B                     | 12º                   | —             | —            |
| 2014 | 3º          | Não foi disputada | 1ª fase                 | A                     | 20º                   | 2ª fase       | —            |
| 2013 | Final       | Não foi disputada | 3ª fase                 | A                     | 14º                   | 2ª fase       | —            |
| 2012 | 7º          | Não foi disputada | 2ª fase                 | B                     | 2º                    | —             | —            |
| 2011 | Final       | Não foi disputada | —                       | B                     | 14º                   | —             | —            |
| 2010 | 8º          | Não foi disputada | —                       | C                     | 3º                    | —             | —            |
| 2009 | 6º          | Não foi disputada | 2ª fase                 | C                     | 15º                   | —             | —            |
| 2008 | Final       | Não foi disputada | Oitavas de final        | B                     | 18º                   | —             | —            |
| 2007 | Final       | Não foi disputada | —                       | B                     | 7º                    | —             | —            |
| 2006 | 9º          | Não foi disputada | Oitavas de final        | C                     | 1º                    | —             | —            |
| 2005 | Final       | Não foi disputada | —                       | B                     | 21º                   | —             | —            |
| 2004 | 6º          | Não foi disputada | —                       | A                     | 21º                   | —             | —            |
| 2003 | Semifinal   | Não foi disputada | 2ª fase                 | A                     | 14º                   | —             | —            |
| 2002 | Final       | 1ª fase           | 2ª fase                 | B                     | 1º                    | —             | —            |
| 2001 | Final       | —                 | —                       | B                     | 22º                   | —             | —            |
| 2000 | 6º          | —                 | —                       | B                     | 12º                   | —             | —            |
| 1999 | 4º          | Grupos            | Dezesseis-avos-de-final | B                     | 18º                   | —             | —            |

#### Outras temporadas
| Ano  | Competição (Fase Máxima)                        |
| ---- | ----------------------------------------------- |
| 1992 | Copa Libertadores da América (Quartas de final) |
| 1991 | Copa do Brasil (Final)                          |
| 1990 | Copa do Brasil (Semifinal)                      |

## Presidentes
| Nacionalidade | Nome                      | Período     |             |             |
| Presidentes   | Presidentes               | Presidentes | Presidentes | Presidentes |
| ------------- | ------------------------- | ----------- | ----------- | ----------- |
| Brasil        | Sinval Rosário Boher      | 1947 a 1953 |             |             |
| Brasil        | Antônio Sílvio Carneiro   | 1954 a 1955 |             |             |
| Brasil        | Ary Francisco Búrigo      | 1956 a 1958 |             |             |
| Brasil        | Antônio Sílvio Carneiro   | 1959        |             |             |
| Brasil        | David Conti               | 1960 a 1962 |             |             |
| Brasil        | Honório Búrigo Búrigo     | 1962 a 1963 |             |             |
| Brasil        | Antenor Angeloni          | 1963        |             |             |
| Brasil        | Algemiro Manique Barreto  | 1964 a 1966 |             |             |
| Brasil        | Hélcio Bianchini Góes     | 1966        |             |             |
| Brasil        | Aristides Bolan           | 1967 a 1968 |             |             |
| Brasil        | Jarvis Gaidzinski         | 1969 a 1970 |             |             |
| Brasil        | David Conti               | 1971 a 1972 |             |             |
| Brasil        | Voimer José Conti         | 1973 a 1974 |             |             |
| Brasil        | David Conti               | 1975 a 1976 |             |             |
| Brasil        | Oswaldo Patrício de Souza | 1977        |             |             |
| Brasil        | Antenor Angeloni          | 1978        |             |             |
| Nacionalidade | Nome                      | Período     |             |             |
| Presidentes   |                           |             |             |             |
| Brasil        | Antenor Angeloni          | 1978 a 1980 |             |             |
| Brasil        | Guido Búrigo              | 1981 a 1982 |             |             |
| Brasil        | Zanoni Elias              | 1983 a 1984 |             |             |
| Brasil        | Moacir Fernandes          | 1985 a 1993 |             |             |
| Brasil        | Dorly Naspolini           | 1993 a 1994 |             |             |
| Brasil        | Milton Campos Carvalho    | 1995 a 1996 |             |             |
| Brasil        | Joacir Scremin            | 1997 a 1998 |             |             |
| Brasil        | Voimer Conti              | 1999        |             |             |
| Brasil        | Claver Luiz Vieira        | 2000        |             |             |
| Brasil        | Moacir Fernandes          | 2000 a 2007 |             |             |
| Brasil        | Édson Búrigo              | 2008 a 2010 |             |             |
| Brasil        | Antenor Angeloni          | 2010 a 2015 |             |             |
| Brasil        | Jaime Dal Farra           | 2015-2020   |             |             |
| Brasil        | Anselmo Freitas           | 2021 a 2022 |             |             |
| Brasil        | Vilmar Guedes             | 2022 -      |             |             |

## Uniformes

### Uniformes dos jogadores
- 1º - Camisa amarela com faixa horizontal preta e metade inferior branca, calções e meias pretas.
- 2º - Camisa branca com detalhes amarelos e pretos, calções e meias brancas.

| Primeiro | Segundo | Especial |

#### Uniformes dos goleiros
- Camisa cinza, calção e meias cinzas.
- Camisa verde-limão, calção e meias verdes.
- Camisa amarela, calção e meias amarelas.

| Cores do Time · Cores do Time · Cores do Time · Cores do Time · Cores do Time | Cores do Time · Cores do Time · Cores do Time · Cores do Time · Cores do Time | Cores do Time · Cores do Time · Cores do Time · Cores do Time · Cores do Time |

#### Uniformes anteriores
- 2015

| Primeiro | Segundo |

- 2012

| Primeiro | Segundo | Terceiro | Quarto |  |

- 2011

| Primeiro | Segundo |  |

- 2010

| Primeiro | Segundo |  |

- 2009

| Primeiro | Segundo |  |

- 2008

| Primeiro | Segundo | Terceiro |  |

## Símbolos

### Escudo
O escudo estilizado do Criciúma consiste em:
- A inscrição “Criciúma E.C.” (Esporte Clube)
- Três estrelas amarelas simbolizando os títulos da Copa do Brasil de 1991, Série B de 2002 e Série C de 2006.

## Materiais esportivos e patrocinadores
| Período         | Fornecedor |
| --------------- | ---------- |
| 1986            | Replay     |
| 1987            | Campeã     |
| 1988-1992       | Replay     |
| 1992-1994       | Toplay     |
| 1995-1998       | Rhumell    |
| 1999            | Screte     |
| 2000-2006       | Placar     |
| 2007            | Umbro      |
| 2008-2010       | Penalty    |
| 2011-2014       | Kanxa      |
| 2015-2016       | Kappa      |
| 2016-2019       | Embratex   |
| 2020-2022       | Garra91    |
| 2022-atualmente | Volt Sport |

| Período   | Patrocinador Master       |
| --------- | ------------------------- |
| 1988-1993 | Cerâmica Eliane           |
| 1994-1998 | Cerâmica Cecrisa          |
| 1999      | Arroz Rampinelli          |
| 1999      | Imbralit                  |
| 2000      | Sant'Ana                  |
| 2001-2003 | Cerâmica Eliane           |
| 2004-2005 | Carvão Mineral            |
| 2006      | Cerâmica Eliane           |
| 2006-2009 | Carvão Mineral            |
| 2010-2012 | Seara                     |
| 2013-2014 | Dotz                      |
| 2014-2015 | Ar-Condicionados Springer |
| 2016      | Construtora Locks         |
| 2017-2019 | Caixa                     |
| 2019      | Cristalcopo               |
| 2020      | Resicolor                 |
| 2021      | UNESC                     |
| 2022      | Delupo Ferragens          |
| 2023      | EstrelaBet                |